# Leporinus pachyurus
Leporinus pachyurus är en fiskart som beskrevs av Valenciennes, 1850. Leporinus pachyurus ingår i släktet Leporinus och familjen Anostomidae. Inga underarter finns listade i Catalogue of Life.